# 雅克·克勒瓦西耶
雅克·克勒瓦西耶（法語：Jacques Crevoisier，1947年11月24日—2020年5月16日），法国足球运动员、教练员。

## 生平
1973年至1977年，效力法國全國聯賽博姆莱达姆。1977年至1982年，在貝桑松球队担任技术总监。1996年至1997年，历任法国18岁以下、20岁以下国家队助理教练。1999年至2000年，任法国18岁以下国家队主教练。
2001年7月至2003年6月，在英国担任利物浦球队主教练热拉尔·乌利耶的助理教练。2005年至2011年，他担任索肖足球俱乐部顾问、协调员，并经常做客Canal+电视频道谈论足球。他还是国际足球联合会和歐洲足球協會聯盟顾问。
2020年5月16日在迪沃讷莱班逝世。